# タバサ・リッチ
タバサ・リッチ（Tabatha Ricci、1995年2月21日 - ）は、ブラジルの女性総合格闘家。サンパウロ州ビリグイ出身。アメリカ合衆国カリフォルニア州在住。パラゴンBJJ/ナックルヘッズ・ボクシング/ブラック・ハウス所属。UFC世界女子ストロー級ランキング7位。

## 来歴
父親の影響で6歳から柔道を始める。その後は15歳でムエタイ、17歳でブラジリアン柔術を始め、2015年に18歳でプロ総合格闘技デビュー。2017年に日本の異種格闘技団体巌流島の女子部門SEI☆ZAへ出場するために、1年間日本に移住し、その後総合格闘技に集中するためにアメリカへ移住した。

### UFC
2021年6月5日、UFC初参戦となったUFC Fight Night: Rozenstruik vs. Sakaiでマノン・フィオロと対戦し、スタンドパンチ連打で2RTKO負け。
2023年3月4日、UFC on ABC: Emmett vs. Topuriaでジリアン・ロバートソンと対戦し、3-0の判定勝ち。
2024年8月24日、UFC on ESPN: Cannonier vs. Borralhoで女子ストロー級ランキング9位のアンジェラ・ヒルと対戦し、3-0の判定勝ち。

## 戦績
| 総合格闘技 戦績 | 総合格闘技 戦績 | 総合格闘技 戦績 | 総合格闘技 戦績 | 総合格闘技 戦績 | 総合格闘技 戦績 | 総合格闘技 戦績 |
| --------------- | --------------- | --------------- | --------------- | --------------- | --------------- | --------------- |
| 15 試合         | (T)KO           | 一本            | 判定            | その他          | 引き分け        | 無効試合        |
| 12 勝           | 2               | 3               | 7               | 0               | 0               | 0               |
| 3 敗            | 1               | 0               | 2               | 0               | 0               | 0               |

| 勝敗 | 対戦相手                       | 試合結果                          | 大会名                                 | 開催年月日     |
| ○    | アマンダ・ヒバス               | 2R 2:59 TKO（パウンド）           | UFC on ABC 9: Whittaker vs. de Ridder  | 2025年7月26日  |
| ×    | ヤン・シャオナン               | 5分3R終了 判定0-3                 | UFC Fight Night: Yan vs. Figueiredo    | 2024年11月23日 |
| ○    | アンジェラ・ヒル               | 5分3R終了 判定3-0                 | UFC on ESPN 62: Cannonier vs. Borralho | 2024年8月24日  |
| ○    | ティーシャ・トーレス           | 5分3R終了 判定2-1                 | UFC on ESPN 56: Lewis vs. Nascimento   | 2024年5月11日  |
| ×    | ルーピー・ゴディネス           | 5分3R終了 判定0-3                 | UFC 295: Procházka vs. Pereira         | 2023年11月11日 |
| ○    | ジリアン・ロバートソン         | 5分3R終了 判定3-0                 | UFC on ABC 5: Emmett vs. Topuria       | 2023年6月24日  |
| ○    | ジェシカ・ペネ                 | 2R 2:14 腕ひしぎ十字固め          | UFC 285: Jones vs. Gane                | 2023年3月4日   |
| ○    | ポリアナ・ヴィアナ             | 5分3R終了 判定3-0                 | UFC Fight Night: Holm vs. Vieira       | 2022年5月21日  |
| ○    | マリア・オリベイラ             | 5分3R終了 判定3-0                 | UFC Fight Night: Costa vs. Vettori     | 2021年10月23日 |
| ×    | マノン・フィオロ               | 2R 3:00 TKO（スタンドパンチ連打） | UFC Fight Night: Rozenstruik vs. Sakai | 2021年6月5日   |
| ○    | ショーナ・オームズビー         | 2R 4:50 TKO（パウンド）           | LFA 105: Rodriguez vs. Gotsyk          | 2021年4月23日  |
| ○    | ヴァネッサ・マリー・グライムズ | 1R 1:07 腕ひしぎ十字固め          | LFA 98: Fremd vs. Oliveira             | 2021年1月29日  |
| ○    | ケルシー・アーネセン           | 5分3R終了 判定3-0                 | LFA 90: Lazishvili vs. Steele          | 2020年9月4日   |
| ○    | グラジエーレ リコッタ          | 5分3R終了 判定3-0                 | Brazilian Fighting Championship 4      | 2018年10月6日  |
| ○    | ダニエル・クーニャ             | 1R 2:30 腕ひしぎ十字固め          | Fight Masters Combat 1                 | 2018年5月12日  |